# Oorlog Israël-Iran (2025)
De oorlog tussen Israël en Iran in 2025 of Twaalfdaagse Oorlog was een fase in het langdurig conflict tussen de beide landen. Israël viel in de nacht van 12 op 13 juni met luchtaanvallen Iran aan met als gesteld doel om het atoomprogramma te vernietigen en het Iraanse regime omver te werpen. Iran reageerde met eveneens luchtaanvallen. Beide landen bleven elkaar de dagen daarop bestoken met drones en ballistische raketten. Op 21 juni mengde ook de Verenigde Staten zich eenmalig in de strijd met bombardementen op Iran. Op 24 juni werd een wapenstilstand uitgeroepen.

## Achtergrond en verloop van Operatie Rijzende Leeuw

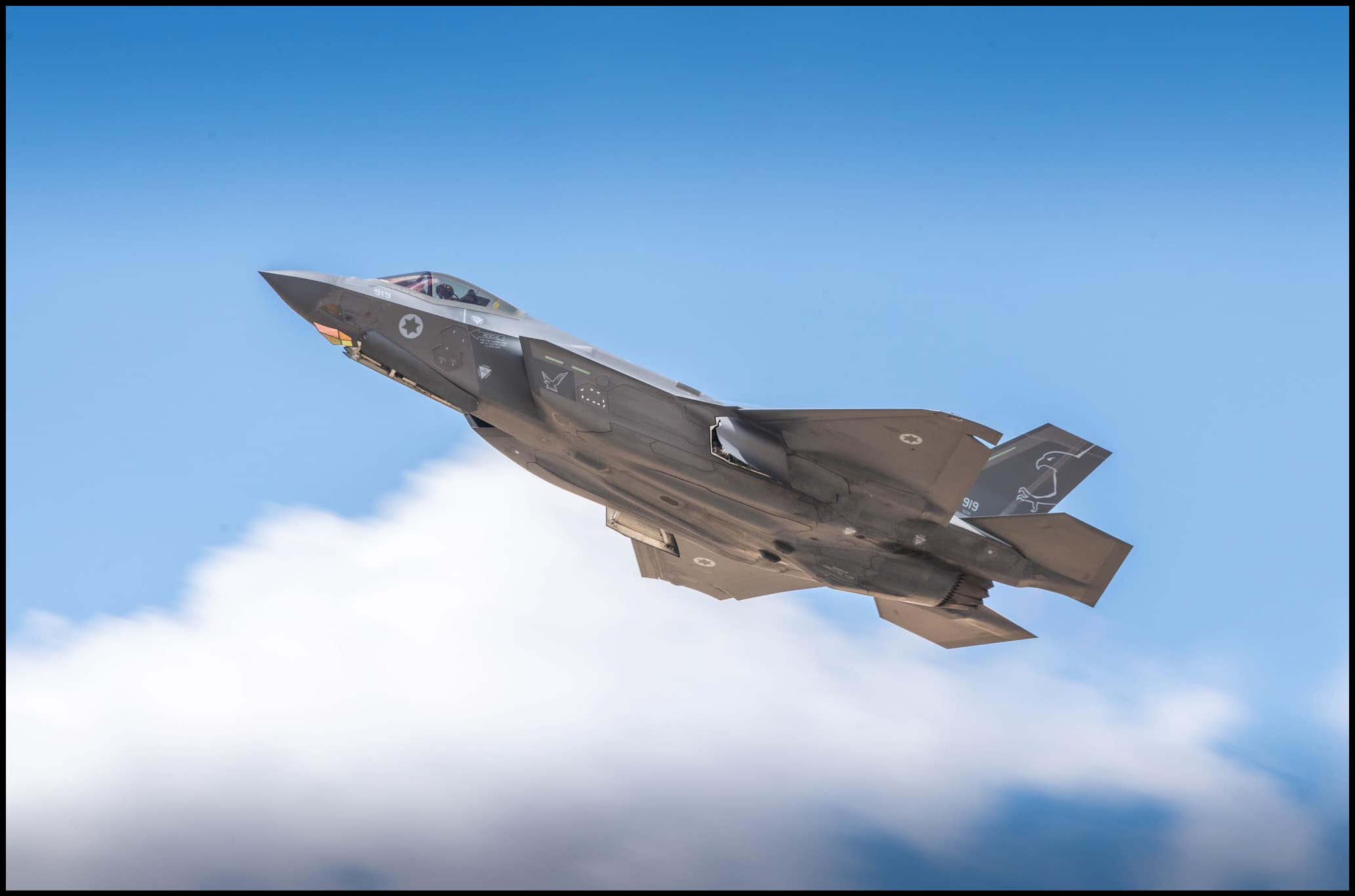
Het Israëlische gevechtsvliegtuig type F-35I "Adir" dat werd gebruikt bij de luchtaanvallen

Iran heeft een nucleair programma sinds de jaren 50. In 2025 beweerde Israël - een aartsvijand van Iran - dat het land dichtbij de productie van kernwapens was. Rond 3 à 4 uur in de vroege ochtend van 13 juni kondigde de Israëlische premier Benjamin Netanyahu "Operatie Rijzende Leeuw" aan. Tegelijkertijd voerden de Israëlische luchtmacht en geheime dienst Mossad aanvallen uit in Iran. Zowel de Amerikaanse president Donald Trump als de Duitse bondskanselier Friedrich Merz waren op voorhand ingelicht door Israël. Zo'n 200 Israëlische gevechtsvliegtuigen voerden luchtaanvallen uit op een honderdtal militaire en nucleaire doelwitten, onder meer op de uraniumverrijkingsinstallatie in Natanz. Andere meldingen van aanvallen kwamen vanuit de steden Tabriz, Kermanshah, Arak, Isfahan en de hoofdstad Teheran. Tevens waren geheim agenten van Mossad binnengedrongen op Iraans grondgebied. Zij voerden, met eerder het land binnengesmokkelde drones, aanvallen uit op onder meer raketlanceerinstallaties en luchtafweer rond Teheran. Er vielen tientallen doden en honderden gewonden.
Meerdere militaire kopstukken werden gedood, waarvan vier namen bekend zijn gemaakt:
- de stafchef van het leger, Mohammad Bagheri;
- het hoofd van de Revolutionaire Garde, generaal-majoor Hossein Salami;
- plaatsvervangend opperbevelhebber van de krijgsmacht, Gholam Ali Rashid;
- het hoofd van het raketprogramma van de Revolutionaire Garde, Amir Ali Hajizadeh.

Ook zes vooraanstaande atoomwetenschappers werden gedood, onder meer de voormalige topman van de Iraanse Atoomenergieorganisatie, Mohammad Mehdi Tehranchi en theoretisch fysicus en rector van de Islamitische Azad Universiteit, Fereydoon Abbasi.
Volgens het nieuwsagentschap Jewish News Syndicate (JNS) verwijst 'Rijzende Leeuw' naar de passage 23:24 uit Numeri, het vierde boek van de Hebreeuwse Bijbel: "Zie, een volk richt zich op als een leeuw. Vol majesteit verheft het zich. Het rust pas als het zijn prooi heeft verslonden en het bloed van zijn buit heeft gedronken."

### Aanleiding

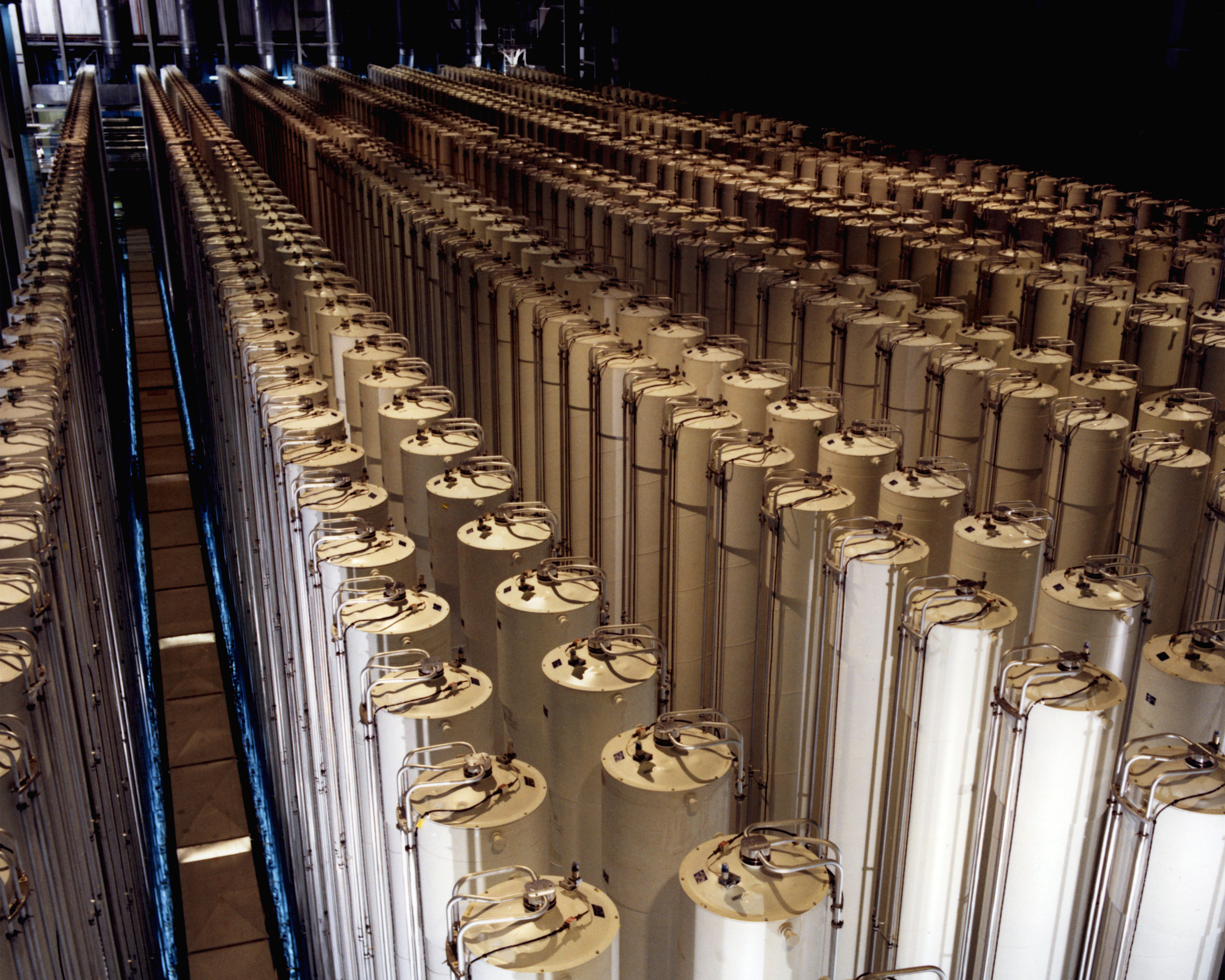
Gas-ultracentrifuges voor de verrijking van uranium

Onderhandelingen sinds april 2025 tussen Iran en de Amerikaanse overheid onder leiding van president Donald Trump over de inperking van het Iraans nucleair programma verliepen moeizaam. In mei 2025 rapporteerde het Internationaal Atoomenergieagentschap (IAEA) in Wenen dat Iran over bijna 409 kilogram uranium met gehalte uranium-235 van 60 procent beschikte. Westerse landen verdachten het land ervan kernwapens te willen verwerven.
Israël vond ook het momentum voor een aanval op Iran door de vrij recente verzwakking van diens bondgenoten:
- Rusland was zelf in oorlog met Oekraïne sinds 2022.
- De Palestijnse beweging Hamas leed sinds eind 2023 onder de invasie van hun thuisbasis Gazastrook door het Israëlisch leger als reactie op een Hamas-aanval op Israël.
- Houthi-rebellen steunden Hamas met aanvallen op prowesterse schepen in de Rode Zee, maar hun stellingen in Jemen werden op hun beurt gebombardeerd door onder meer de Verenigde Staten en het Verenigd Koninkrijk.
- In het zuiden van Libanon werd de sjiietische beweging Hezbollah sinds 2023 fel verzwakt door Israëlische raketaanvallen op hun stellingen en een invasie van het Israëlisch leger op hun grondgebied. Ook slaagde de Israëlische geheime dienst Mossad in 2024 erin massaal tegelijkertijd piepers en walkietalkies te laten exploderen die Hezbollah-leden droegen.
- Eind 2024 voerden rebellen in Syrië een offensief uit op het door Iran gesteunde Assad-regime en sloegen het neer.

En volgens sommige analisten kwam de aanval Netanyahu goed uit, omdat die de aandacht afleidde van politieke spanningen binnen zijn regering en een dreigende kabinetsval. Onder meer de Nederlandse universitair docent Midden-Oostenstudies Lucia Admiraal en de Belgische VRT-journaliste Inge Vrancken opperden die hypothese.

## Iraanse vergelding met Operatie Severe Punishment

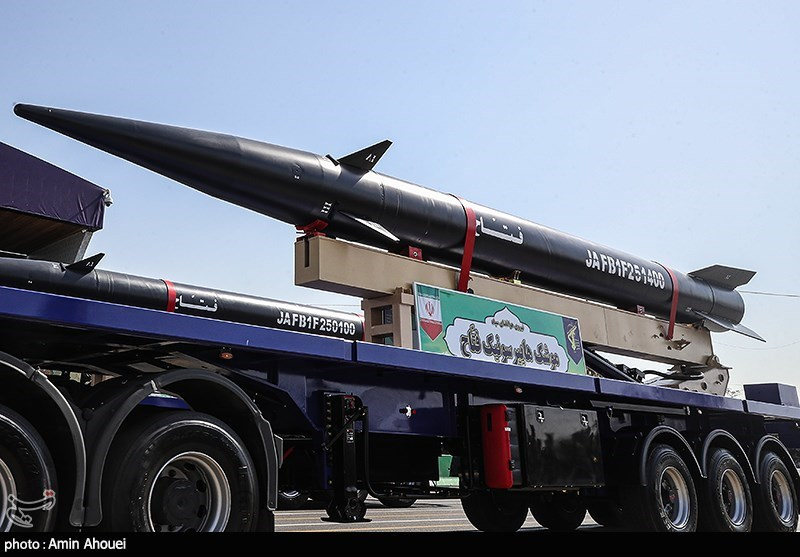
Een ballistische Fattah-1-raket

Enkele uren later reageerde Iran met een aanval op Israël met een honderdtal drones. ’s Avonds vuurden ze een honderdtal ballistische raketten af op onder meer Tel Aviv en Jeruzalem. Deze vergeldingsmaatregel kreeg de codenaam "Operatie Severe Punishment". Aanvankelijk werden 90% van de raketten  vernietigd door het Israëlische raketafweersysteem IJzeren Koepel, maar na enkele dagen 67%. Zo raakten enkele raketten doel en vielen er drie doden en tientallen gewonden. Er was ook aanzienlijke schade, zo bleek uit satellietgegevens, na onderzoek van de Oregon State University om bomschade in oorlogsgebieden op te sporen. Vijf Israëlische militaire installaties waren getroffen. Bij 36 andere aanvallen die de Israëlische luchtafweersystemen hadden doorboord, werden verwoestingen aangericht in woonwijken en industriële infrastructuur. De aanvallen zijn niet openbaar gemaakt door de Israëlische autoriteiten en kunnen niet of moeilijk worden gemeld vanuit het land zelf vanwege de strenge militaire censuurwetten.
Ook Israël ging door met aanvallen op Iran met drones en raketten, onder meer op het militaire vliegveld bij Tabriz en alweer op de nucleaire site in Natanz. Het Iraanse persagentschap Tasnim meldde de dood van drie kopstukken van de Revolutionaire Garde in de stad Zanjan en drie wetenschappers van het Iraanse kernprogramma (Ali Bakaei Karimi, Mansour Asgari en Saeid Borji).
Israël en Iran bleven elkaar de dagen daarop bestoken met luchtbombardementen. Netanyahu riep de Iraniërs op om het theocratische regime van hun leider ayatollah Khamenei omver te werpen. Volgens minister Yisrael Katz beraamde Israël een moordaanslag op Khamenei. De Amerikaanse president Donald Trump zou daarover een veto hebben uitgesproken.

## Aanval van de Verenigde Staten met Operatie Midnight Hammer

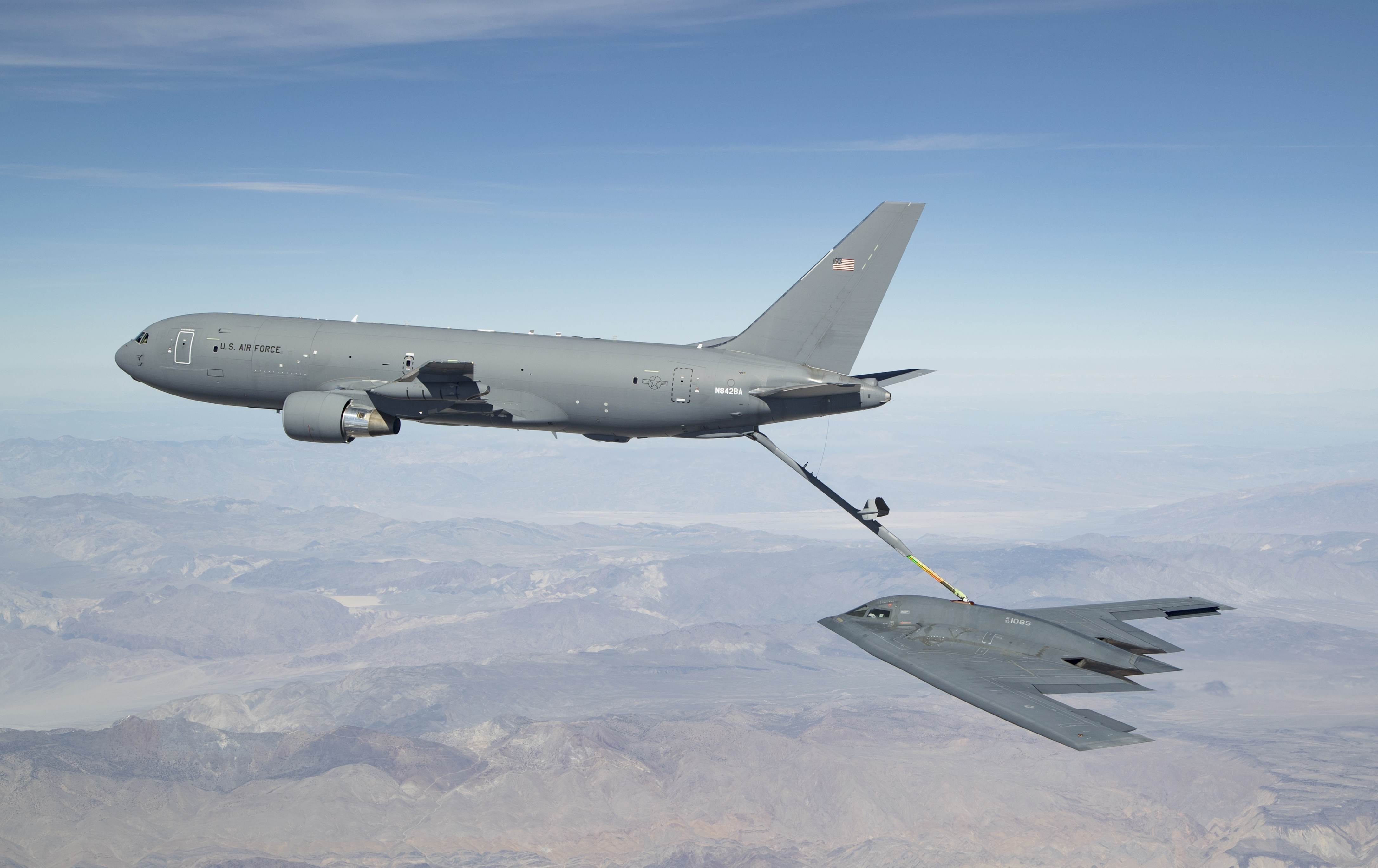
Een B-2 Spirit-stealth-bommenwerper bezig met bijtanken in de lucht

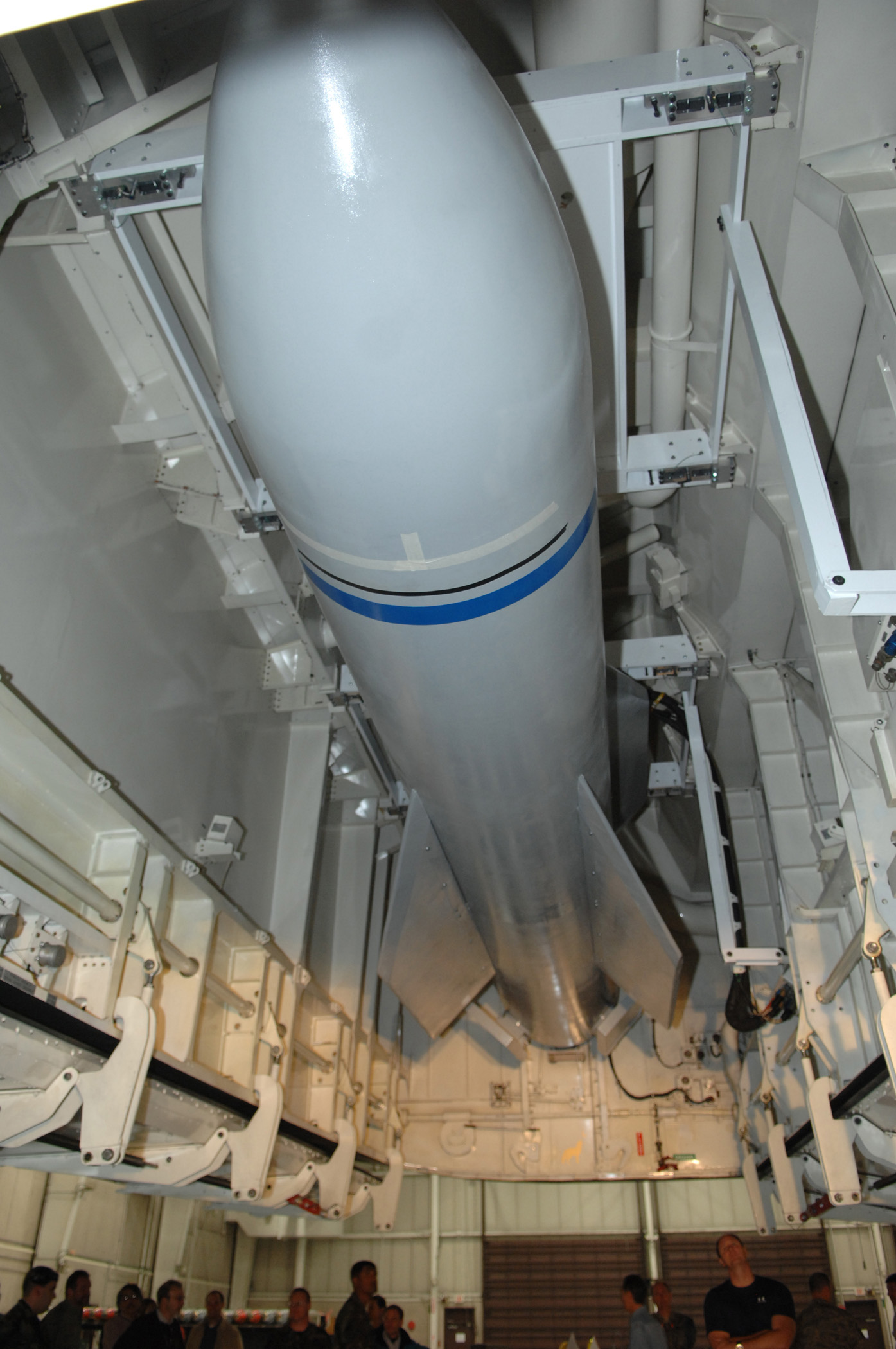
Een Massive Ordnance Penetrator in het bommenruim van een B-2 Spirit

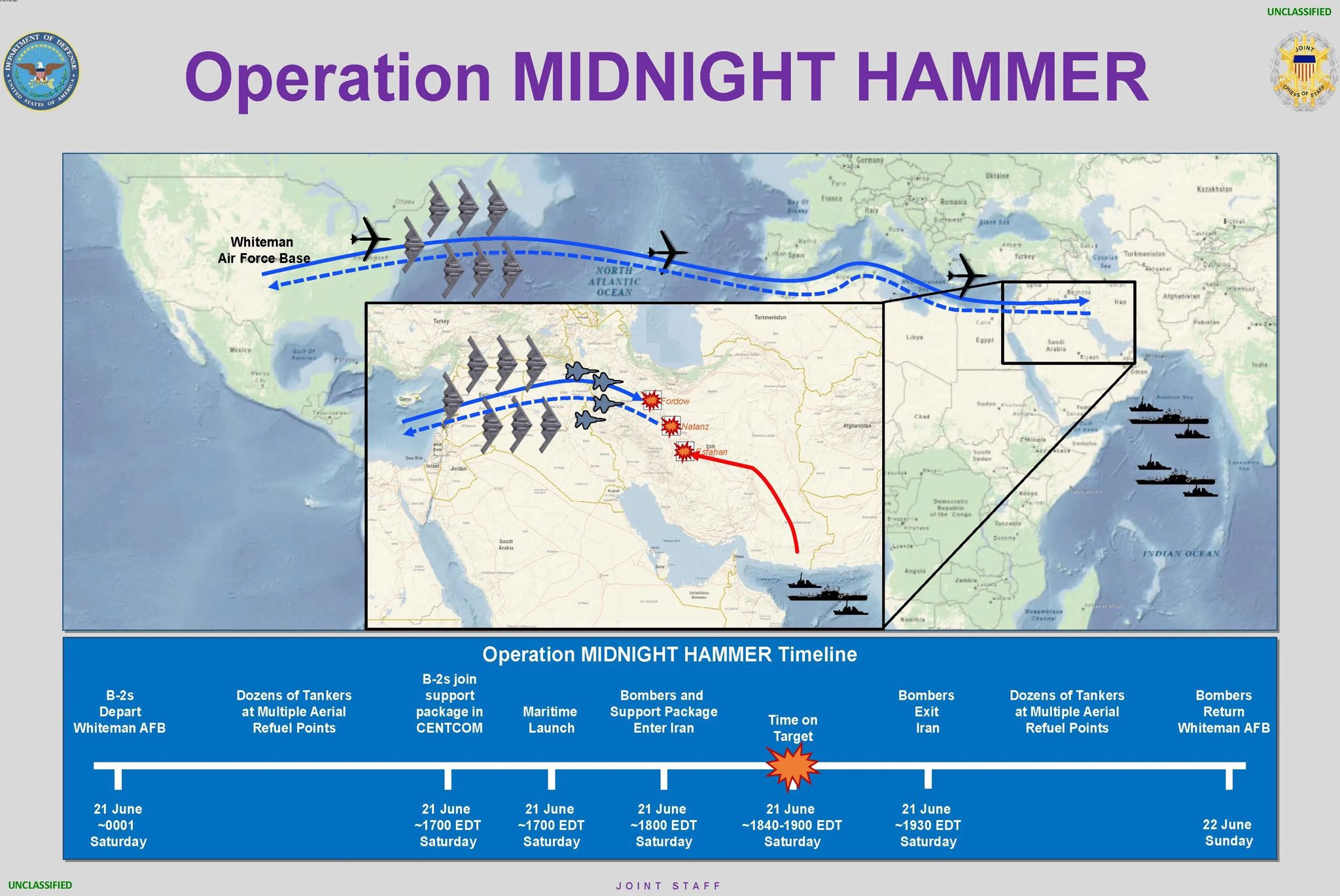
Kaart van Operatie Midnight Hammer

Op 21 juni 2025 nam de United States Air Force deel aan de strijd tegen Iran, met luchtaanvallen door zeven B2-bommenwerpers op twee Iraanse nucleaire sites, een actie die de naam "Operatie Midnight Hammer" kreeg. De vliegtuigen waren opgestegen vanaf de Whiteman Air Force Base in Missouri voor een non-stopvlucht van 37 uur over de Atlantische Oceaan en de Middellandse Zee met bijtanken in de lucht. Tegelijk stegen soortgelijke B-2 Spirit bommenwerpers op van het eiland Guam in de Grote Oceaan als afleidingsmanoeuvre. Op 22 juni van 2:10 tot 2:35 voerden de bommenwerpers de aanval uit. Bij de luchtaanvallen werden zogenaamde "bunkerbusters" gebruikt. De twee ventilatieschachten van de uraniumverrijkingsinstallatie van Fordo 80-100 m diep onder een berg werd gebombardeerd met zes Massive Ordnance Penetrators en de uraniumverrijking van Natanz met een of twee. In totaal werden meer dan 125 Amerikaanse militaire vliegtuigen zonder verliezen ingezet: behalve de zeven B-2 Spirit-bommenwerpers ook verkenningsvliegtuigen, F-16-, F-35- en F-22-straaljagers en tankvliegtuigen.
Natanz en het nucleair onderzoekscentrum Isfahan werden bestookt met zo'n dertig tomahawk-kruisvluchtwapens vanaf een kernonderzeeër van de Ohioklasse in de Arabische Zee .
In een post op zijn socialemediaplatform Truth Social zei de Amerikaanse president Donald Trump in de nacht van zaterdag 21 op zondag 22 juni dat de Verenigde Staten nu inderdaad deelnamen aan de oorlog van Israël tegen Iran: 'We hebben onze zeer succesvolle aanval op drie nucleaire sites in Iran voltooid. Alle vliegtuigen zijn nu buiten het Iraanse luchtruim.'
Van verschillende kanten rees twijfel of de uraniumverrijkingsinstallatie van Fordo wel volledig uitgeschakeld is. Zo schreef het Department of Defense in een uitgelekt geheim rapport dat de gas-ultracentrifuges en 400 kg verrijkt uranium nog grotendeels intact zijn. CIA-directeur John Ratcliffe verklaarde dat "een hoeveelheid geloofwaardige inlichtingen erop wijst dat het nucleaire programma van Iran zwaar beschadigd is". De FBI stelt een strafonderzoek in naar het lek. Ayatollah Ali Khamenei zegt dat Trump fel overdrijft. Het Internationaal Atoomenergieagentschap zegt dat de uraniumverrijkingsinstallatie van Fordo niet meer operationeel is. De Iraanse minister van Buitenlandse Zaken Abbas Araghchi zei dat de schade omvangrijk en ernstig is. Rafael Grossi van het Internationaal Atoomenergieagentschap verklaarde op 28 juni dat Iran binnen enkele maanden opnieuw uranium kan verrijken.

## Iraanse vergelding op Amerikaanse basis  in Qatar

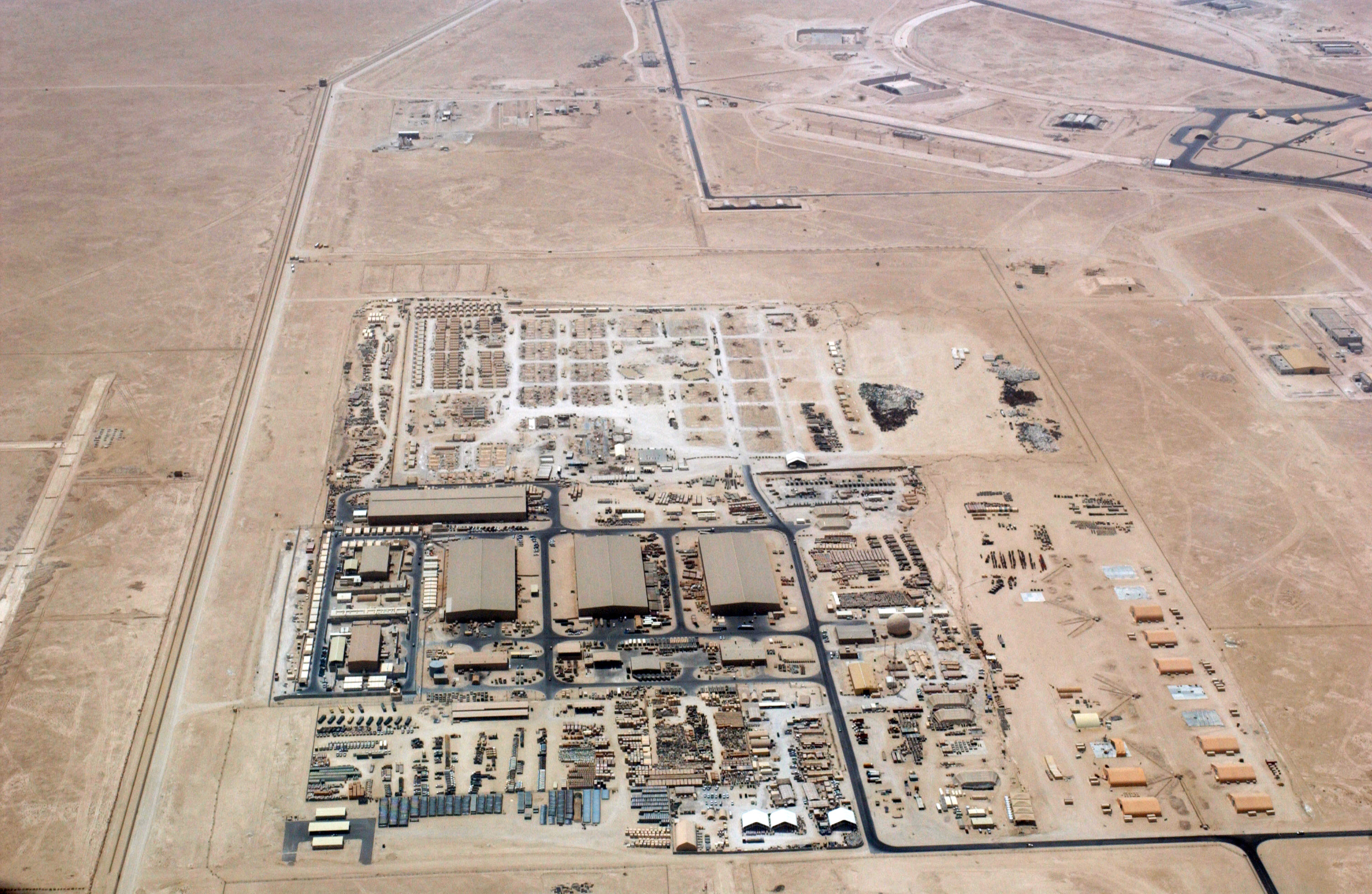
De Amerikaanse luchtmachtbasis Al Udeid in Qatar

Op 23 juni 2025 reageerde Iran op deze aanval door 24 raketten te lanceren naar de Amerikaanse luchtmachtbasis Al Udeid in Qatar. Alle raketten werden onderschept op een na die in onbewoond gebied viel. Het bleek slechts een symbolische actie, want Iran had de Verenigde Staten en Qatar een uur vooraf verwittigd van zijn aanval.

## Wapenstilstand
Op 24 juni 2025 kondigde Donald Trump een wapenstilstand af in wat hij de Twaalfdaagse Oorlog noemt, een verwijzing naar de Zesdaagse Oorlog. Deze werd enkele uren later door Iran en Israël bevestigd. Er waren op die dag van beide kanten enkele schendingen van het bestand, maar het staakt-het-vuren hield toch stand.
Toen Israël nog 52 vliegtuigen liet vertrekken voor een aanval, gebood president Donald Trump om ze terug te roepen, wat gebeurde. Trump vergeleek de Amerikaanse bombardementen op de nucleaire sites met de atoombommen op Hiroshima en Nagasaki tijdens de Tweede Wereldoorlog. Hij argumenteerde dat ze beide oorlogen beëindigden.
De Iraanse overheid liet honderden mensen arresteren en meerderen werden geëxecuteerd op verdenking van samenzwering met buitenlandse inlichtingendiensten. Op 28 juni 2025 namen duizenden Iraniërs in Teheran deel aan de staatsbegrafenis van zestig slachtoffers van de oorlog, voornamelijk legerleiders en kernfysici.
Op 2 juli schorste Iran de samenwerking met het Internationaal Atoomenergieagentschap op. De IAEA-inspecteurs die het Iraans atoomprogramma opvolgden, verlieten twee dagen later het land.
- Nationale Bibliotheek van Israël: 987013476361405171